# Hakuisei Aijou Izonshou
Hakuisei Aijou Izonshou (яп. 白衣性愛情依存症 Хакуисэй аидзо: изонсё:, Nurse Love Addiction) «Зависимая любовь медсестёр» — визуальная новелла в жанре сёдзё-ай, созданная Kogado Studio для платформ PlayStation Vita и Microsoft Windows и выпущенная в 2015 году. Также 7 июля 2016 году стала доступна в Steam. Является спин-оффом игры Hakuisei Renai Shoukougun.

## Сюжет
История вращается вокруг молодой девушки Аски Оосати. Будучи ученицей старшой школы, Аска стремится осуществить свою детскую мечту, стать медсестрой, чтобы помогать всем нуждающимся в помощи больным людям. На пути к свой мечте она встречает двух практиканток Сакуя Такеда и Ицуки Амато, молодую учительницу со стажем медсестры Каэдэ Оохара, а также свою младшую сестру Нао Оосати. Аске предстоит пройди через много трудностей чтобы приблизиться к своей цели, а также узнать тайны её туманного прошлого и встретить свою настоящую любовь.

## Персонажи
- Аска Оосати (яп. 大幸 あすか Оосати Аска) — протагонист истории. Аска с самого детства мечтала стать медсестрой чтобы помогать людям и делать тем самым добрые дела. Проживает в общежитие вместе со своей сестрой Нао. Возраст 19 лет.

Сэйю: Азуми Асакура
- Нао Оосати (яп. 大幸 なお Оосати Нао) — младшая сестра Аски. Также как и её сестра, Нао желает стать медсестрой. Позже выясняется что Нао была одной из подопытных Прайма. Возраст 18 лет.

Сэйю: Аи Какума
- Сакуя Такэда (яп. 武田さくや Такэда Сакуя) — юная практикантка, чьим талантом восхищаются все окружающие. При первой встрече с Асукой считала что ей не хватает опыта в работе медсестрой, однако проведя много времени с ней начала постепенно менять своё мнение о ней в лучшую сторону. Позже выясняется что Сакуя была подругой и любовью с детства Аски, однако сама Аска полностью забыла о тех днях во время пожара в результате которого погибла сестра-близнец Сакуи, Кёко. Возраст 18 лет.

Сэйю: Юкари Тамура
- Ицуки Аматоу (яп. 天藤いつき Аматоу Ицуки) — подруга детства Сакуи и её девушка. В отличие от Сакуи, Ицуки более жизнерадостная и энергичная. Любит проводить свободное время за видео-играми, аниме и косплеем. Однако выясняется что Ицуки является членом секретной лаборатории Прайм, в которой и произошёл пожар, заставший Аски потерять все воспоминания о её прошлом. Возраст 18 лет.

Сэйю: Юми Хара
- Каэдэ Оохара (яп. 大原 かえで  Оохара Каэдэ) — учительница академии где учится Асука. Каэдэ опытный и одарённый преподаватель, уже имеющая стаж медсестры. Стала медсестрой из-за традиции своей семьи, где все являются врачами и медсёстрами. Возраст 27 лет.

Сэйю: Асами Имаи

## Критика
| Иноязычные издания | Иноязычные издания |
| Издание            | Оценка             |
| ------------------ | ------------------ |
| God is a Geek      | 85/100             |
| Wccftech           | 74/100             |
| Gaming Age         | 58/100             |